# Dystrykt Keta
Dystrykt Keta jest dystryktem w Regionie Volta w Ghanie ze stolicą w mieście Keta. Zajmuje powierzchnię 1086 km², z czego 724 km² to ląd, a 362 km² wody; średnia populacja w roku 2002 wynosiła 133700 mieszkańców.